# Pantopipetta angusta
Pantopipetta angusta är en havsspindelart som beskrevs av Stock, J.H. 1981. Pantopipetta angusta ingår i släktet Pantopipetta och familjen Austrodecidae. Inga underarter finns listade i Catalogue of Life.